# Братская могила советских воинов (ЮГОК)
Братская могила советских воинов — памятник истории Великой Отечественной войны в Ингулецком районе города Кривой Рог Днепропетровской области.

## История
18 февраля 1944 года 4-я гвардейская стрелковая дивизия 46-й армии освободила Новый Кривой Рог. В братской могиле похоронены воины, погибшие при освобождении посёлка. В 1945 году установлено первое надгробие.
В 1955 году установлена железобетонная скульптура «Воин с автоматом» высотой 2,7 м на кирпичном постаменте высотой 3,5 м, массовое производство Харьковской художественной мастерской. У подножия памятника была размещена памятная бетонная плита с текстом на русском языке: «Тут похоронены воины, погибшие за освобождение города Кривого Рога в период Великой Отечественной войны» и военные звания, фамилии, имена и отчества восьми установленных на тот момент погибших воинов.
8 августа 1970 года, решением № 618 Днепропетровского облисполкома, памятник был взят на государственный учёт под охранным номером 1671.
В 1974 году проведена реконструкция: установлена скульптурная композиция «Воин, защищающий женщину» авторства скульптора Александра Васякина. На постаменте были отчеканены воинские звания, фамилии, имена и отчества восьми установленных воинов.
В 1984 году на постаменте были отчеканены воинские звания, фамилии, имена и отчества десяти воинов, установленных научными сотрудниками Криворожского историко-краеведческого музея.
В 1994 году на постаменте были увековечены имена одиннадцати воинов, установленных краеведом В. Ф. Бухтияровым.

## Характеристика
Памятник местного значения в парке имени Савицкого возле дворца культуры Южного ГОКа на Южном проспекте в Ингулецком районе города.
Братская могила закрыта основанием для постамента размерами 13,6×4 м.
Чугунная скульптурная группа состоит из двух объёмных фигур высотой 3 м. Советский воин в форме, плаще-палатке, правой рукой держит опущенный меч. К воину слева прижалась женщина в длинном платье и с покрытой головой. Постамент размерами 2,2×2 м и высотой 4 м облицован полированными коричневыми гранитными плитами. На лицевой стороне слева выгравирована 5-строчная памятная надпись, справа 11-строчная надпись со званиями, фамилиями, именами и отчествами 11 погибших воинов.
Вечный огонь располагается на квадратном постаменте размерами 2,2×2,2 м, высотой 25 см, поверх общего постамента.